# فلامک جنیدی
فلامک جنیدی (زاده ۱۴ بهمن ۱۳۵۱) بازیگر و نویسنده اهل ایران است.
او فارغ‌التحصیل رشتهٔ نمایشنامه‌نویسی است. او کار خود را با بازی در سریال‌های مهران مدیری آغاز کرد. نخستین کتاب وی با عنوان «جایی به نام تاماساکو» توسط نشر چشمه در سال ۹۰ به چاپ رسید و همان سال کاندید بهترین کتاب سال جایزهٔ گلشیری شد. دومین کتاب او را نیز با عنوان «چرک» که یک رمان است، نشر چشمه در سال ۱۳۹۵ منتشر کرده است. جنیدی در سال ۱۳۹۵ که آخرین بازی خود یعنی یادداشت‌های یک زن خانه‌دار دیگر هیچ گونه فعالیتی در سینما و تلویزیون تا کنون نداشت که پس از ۶ سال در سریال روزی روزگاری مریخ ایفای نقش نمود.
فلامک جنیدی در ۴۶ سالگی مادر شد. دوقلوهای فلامک جنیدی حنا و میلان نام دارند که متولد سال ۱۳۹۷ هستند.
در سال‌های اخیر، فلامک جنیدی و همسرش به خارج از کشور مهاجرت کرده‌اند. بسیاری از سایت‌ها نوشته‌اند که بازیگر شب‌های برره به دلیل مقیم بودن همسرش و کار و حرفه او در انگلستان در این کشور زندگی می‌کند

## فیلم‌شناسی

### مجموعه‌های تلویزیونی
| سال  | نام مجموعه               | نقش         | کارگردان        | یادداشت                     |
| ---- | ------------------------ | ----------- | --------------- | --------------------------- |
| ۱۳۷۷ | جنگ ۷۷                   |             | مهران مدیری     | شبکه ۳                      |
| ۱۳۷۸ | ببخشید شما               |             | مهران مدیری     | شبکه ۳                      |
| ۱۳۷۸ | این چند نفر              | شیرین       | مهران غفوریان   | شبکه ۳                      |
| ۱۳۷۹ | داستان‌های نوروز          |             | مرضیه برومند    | شبکه ۱                      |
| ۱۳۷۹ | به‌همین سادگی             |             | حامد عنقا       | شبکه ۲                      |
| ۱۳۷۹ | چراغ جادو                |             | همایون اسعدیان  | شبکه ۱                      |
| ۱۳۷۹ | نیستان                   |             | حسین مختاری     | شبکه ۳                      |
| ۱۳۸۰ | پلیس آسمانی              |             | فرشته صدرعرفایی | شبکه ۲                      |
| ۱۳۸۱ | بدون شرح                 | نسرین       | مهدی مظلومی     | شبکه ۳                      |
| ۱۳۸۱ | دیروز، امروز، فردا       |             | مسعود شاه محمدی | شبکه تهرانبازیگر مهمان      |
| ۱۳۸۲ | بانکی‌ها                  |             | مهدی مظلومی     | شبکه ۲                      |
| ۱۳۸۲ | عروس                     |             | پویان طایفه     | شبکه ۲                      |
| ۱۳۸۲ | او مثبت                  |             | علی شاه‌حاتمی    | نوروز ۱۳۸۳ شبکه ۱           |
| ۱۳۸۳ | باجناغ‌ها                 |             | فرهاد آئیش      | شبکه ۵                      |
| ۱۳۸۳ | جایزه بزرگ               | ملیحه       | مهران مدیری     | نوروز ۱۳۸۴ شبکه ۳           |
| ۱۳۸۴ | شبهای برره               | شادونه      | مهران مدیری     | شبکه ۳                      |
| ۱۳۸۵ | بایرام                   |             | مسعود نوابی     | شبکه ۱                      |
| ۱۳۸۶ | چارخونه                  | رعنا جمالی  | سروش صحت        | تابستان و پائیز ۱۳۸۶ شبکه ۳ |
| ۱۳۸۷ | خرده ستمگران             |             | مسعود شاه محمدی | شبکه ۳                      |
| ۱۳۸۷ | مرد هزارچهره             | سحر جندقی   | مهران مدیری     | نوروز ۱۳۸۷ شبکه ۳           |
| ۱۳۸۸ | مرد دوهزارچهره           | سحر جندقی   | مهران مدیری     | نوروز ۱۳۸۸ شبکه ۳           |
| ۱۳۹۰ | چهار چرخ                 | «مریم»      | جواد مزدآبادی   | ۱۳۹۰ شبکه ۳                 |
| ۱۳۹۰ | فراموشی                  |             | سعید سلطانی     | نوروز ۱۳۹۱ شبکه ۵           |
| ۱۳۹۰ | چمدان                    |             | خسرو ملکان      | رمضان ۱۳۹۱ شبکه ۲           |
| ۱۳۹۲ | شوخی کردم                |             | مهران مدیری     | آذر ۱۳۹۲ شبکه خانگی         |
| ۱۳۹۳ | در حاشیه                 | پرستو ناشتا | مهران مدیری     | نوروز ۱۳۹۴ شبکه ۳           |
| ۱۳۹۴ | دست به نقد               |             | شهاب عباسی      | ۱۳۹۴ شبکه نسیم              |
| ۱۳۹۴ | عطسه                     |             | مهران مدیری     | ۱۳۹۴ شبکه خانگی             |
| ۱۳۹۴ | شهر من شیراز             |             | محمد بنایی      | شبکه ۲                      |
| ۱۳۹۵ | یادداشت‌های یک زن خانه‌دار |             | مسعود کرامتی    | تابستان ۹۵ شبکه ۵           |

### سینما
| سال  | عنوان                | نقش           | یادداشت |
| ---- | -------------------- | ------------- | ------- |
| ۱۳۸۱ | اینجا چراغی روشن است |               |         |
| ۱۳۸۵ | بی‌وفا                | پریسا         |         |
| ۱۳۸۷ | شیرین                | فلامک جنیدی   |         |
| ۱۳۸۷ | شبانه‌روز             |               |         |
| ۱۳۸۷ | پسر تهرانی           |               |         |
| ۱۳۸۸ | داماد خوش قدم        |               |         |
| ۱۳۹۰ | ورود آقایان ممنوع    | شهلا ناظرزاده |         |

### فیلم ویدیویی، تلویزیونی
- دامادی به نام صفر

### نمایش‌ها
- "شام اول شام آخر" به کارگردانی فرهاد آییش
- گنجواهای نانوشته" به کارگردانی نرگس هاشم پور
- "مسخ" به کارگردانی نصیر ملکی جو
- "آوازه خوان طاس" به کارگردانی بهمن معتمدیان

### شبکه نمایش خانگی
| سال  | عنوان                     | نقش                  | کارگردان                    |
| ---- | ------------------------- | -------------------- | --------------------------- |
| ۱۳۸۹ | قهوه تلخ                  | کبوتر                | مهران مدیری                 |
| ۱۴۰۱ | شب‌های مافیا               | بازیکن               | سعید ابوطالب                |
| ۱۴۰۱ | روزی روزگاری مریخ         | بانو زونیکا دافونیکا | محسن چگینی، پیمان قاسم خانی |
| ۱۴۰۲ | مگه تموم عمر چند تا بهاره | خودش                 | سروش صحت                    |
| ۱۴۰۴ | شام ایرانی                | خودش                 | سعید ابوطالب                |